# 2024年格鲁吉亚总统选举
2024年12月14日，格鲁吉亚举行了总统选举。这是2017年格鲁吉亚修宪将直选改成由300名选举人团选出总统后，首次举行总统选举。

## 背景
在2018年格鲁吉亚总统选举中获得执政党格鲁吉亚梦想党支持的萨洛梅·祖拉比什维利获胜，但在随后的几年里，她与执政党渐行渐远，导致总统与政府及议会时常发生冲突。政府曾至少两次禁止总统出国，阻止她访问乌克兰、波兰、德国和法国。2023年3月，政府向宪法法院对总统提起两起诉讼，理由是她在未经授权的情况下访问布鲁塞尔和巴黎，以及拒绝签署任命政府提名的大使。几个月后，政府撤回了诉讼，但双方彻底决裂，祖拉比奇维利开始频繁使用总统否决权，否决了包括改变格鲁吉亚国家银行组成、扩大秘密调查范围和时间限制的法案以及外国代理人法案。
2023年10月18日，梦想党对总统祖拉比什维利提出弹劾，但因未获得所需的100票而失败。

## 候选人
2024年11月27日，在一片争议声中连任的格鲁吉亚梦想党提名前足球运动员、人民力量联合创始人米哈伊尔·卡韦拉什维利为总统候选人。
卡韦拉什维利被提名总统候选人，引发了反对派的强烈批评，指责梦想党领导层破坏民主，不尊重格鲁吉亚人民。此外，反对派还质疑议会及总统选举的合法性，称其为非法和违背了格鲁吉亚的民主传统。
由于反对党拒绝承认议会合法性，除了格鲁吉亚梦想党外，没有其他政党提名候选人，因此卡韦拉什维利成为唯一的总统候选人。

## 选举制度
2017年9月26日，格鲁吉亚议会通过了宪法修正案，修正案将于2018年12月萨洛梅·祖拉比奇维利就任总统后生效。此后，总统不再由直选选出，而由300名选举人组成的选举团选出，选举人团包括所有150名议员、阿布哈兹自治共和国最高委员会20名代表、阿扎尔最高委员会21名成员，以及代表自治机构的109名选举人，按各政党在地方选举中获得的支持率按比例分配给各政党。
总统的任期改为五年，可连任一次。参选年龄则从35岁提高到40岁。总统候选人还必须在格鲁吉亚居住至少15年。但是，候选人己不必在选举前三年居住在格鲁吉亚。

## 修宪后的总统权力
2017年修宪后，总统不再有权自行与外国谈判，并且军队也只能由总理指挥，更是要在征得总理的同意后才能宣布戒严或紧急状态；此外，总统领导的国防委员会将只能在戒严期间召开。